# Poul Richman
Poul Holger Richman, ursprungligen Rickmann, född 2 augusti 1918 i Köpenhamn, död 1 juli 1984 i Köpenhamn, var en dansk-svensk målare.
Han var son till grosshandlaren Carl Holger Rickmann (1876–1920) och Ellen Nielsen (1881–1971) samt gift första gången med Aagot Merethe Skavlan Bergh (1922–2016) och andra gången med Birgitta Anna Regina Örnstedt (1919-1999). Richman studerade vid Saint Martins School of Art i London 1938 och bedrev självstudier i Nederländerna och Paris 1939. Under andra världskriget vistades han i Danmark med undantag av 1943–1944 då han satt i ett koncentrationsläger. Han började som hospitant vid Konsthögskolan i Stockholm 1944 och var därefter huvudsakligen verksam i Sverige. Under åren 1951–1957 företog han ett antal studie- och målarresor till kontinenten där han tog intryck av fransk konst och spanskt folkliv som han omsatte i sin egen konst. Separat ställde han ut i Sollefteå, Trondhjem, Bollnäs, Strömsund och Örebro. Dessutom ställde han ut separat och deltog i samlingsutställningar i Spanien. Hans konst består av stilleben, figurer och expressionistiska landskap där han har blandat in kaffesump, pimpsten eller sand i sina oljefärger. Richman finns representerad vid Hälsinglands museum.